# 黄世平
黄世平（1963年2月24日—）福建古田人，是一名中国男子射击运动员。

## 战绩
1983年，时中国射击队教练的蔡天响把黄世平带到了国家队训练。同年，他在第五届全国运动会射击比赛中，获男子250米移动靶混合冠军和标准速第四名。之后他顺利获得汉城奥运会的参赛资格。1984年，他曾参加汉城奥运会，并在比赛中以581环的成绩，获得男子50米移动靶铜牌。。1986年的第44届世界射击锦标赛，黄世平、李玉伟、杨伊明共同获得了射击男子移动靶混合速团体冠军。1988年，他在50米移动靶比赛中获得银牌。随后奥运改制，射击由原来的50米移动靶改为10米移动靶。他因转型不太成功，最终选择退役担任教练。